# Nam Trung Bộ
Nam Trung Bộ (vietnamesisch für Südlich-zentraler Landesteil, auch Duyên hải Nam Trung Bộ für Südlich-zentrale Küstenregion) ist ein Gebiet in Vietnam. Es besteht aus der unabhängigen Gemeinde Đà Nẵng und sieben anderen Provinzen. Die zwei südlicheren Provinzen Ninh Thuận und Bình Thuận werden gelegentlich auch als Teil der Đông Nam Bộ angesehen. Die umstrittenen Paracel- (Hoàng-Sa-Distrikt) und Spratly-Inseln (Trường-Sa-Distrikt) sind formal ebenfalls Teile dieser Region.
Die Region ist traditionell einer der wichtigsten Ausgangspunkte zum benachbarten Tây Nguyên. Es hat eine komplexe Geografie mit Bergketten, die bis zur Küste reichen. Dadurch werden der Transport und die infrastrukturelle Entwicklung erschwert, aber die Region ist für den Tourismus sehr attraktiv. Die bemerkenswertesten Orte sind Phan Thiết, Nha Trang und Đà Nẵng. Vor allem wird der Tourismus durch das kulturelle Erbe der Champa begünstigt, inklusive deren Architektur und dessen historische Aufarbeitung in Museen. Generell ist die industrielle Entwicklung in dieser Region weniger vorangeschritten als in der Đông Nam Bộ oder am Delta des Roten Flusses (Đồng Bằng Sông Hồng), aber es besitzt einige regionale industrielle Zentren in Đà Nẵng, um Nha Trang und in Quy Nhơn.

## Provinzen
| Nr. | Provinz/Gemeinde | Fläche (km²) | Bevölkerung (2023) | Bevölkerungsdichte (Einwohner/km²) | BIP pro Kopf (Millionen VND, 2007) |
| --- | ---------------- | ------------ | ------------------ | ---------------------------------- | ---------------------------------- |
| 1   | Đà Nẵng          | 1.285        | 1.245.200          | 969                                | 18,98                              |
| 2   | Quảng Nam        | 10.575       | 1.526.100          | 144                                | 8,76                               |
| 3   | Quảng Ngãi       | 5.155        | 1.248.100          | 242                                | 7,82                               |
| 4   | Bình Định        | 6.066        | 1.506.300          | 248                                | 9,57                               |
| 5   | Phú Yên          | 5.026        | 877.700            | 175                                | 8,43                               |
| 6   | Khánh Hòa        | 5.200        | 1.260.600          | 242                                | 16,1                               |
| 7   | Ninh Thuận       | 3.356        | 601.200            | 179                                | 6,66                               |
| 8   | Bình Thuận       | 7.943        | 1.258.800          | 158                                | 11                                 |
| 9   | Total            | 44.606       | 9.524.000          | 214                                | 10,76                              |

## Geschichte

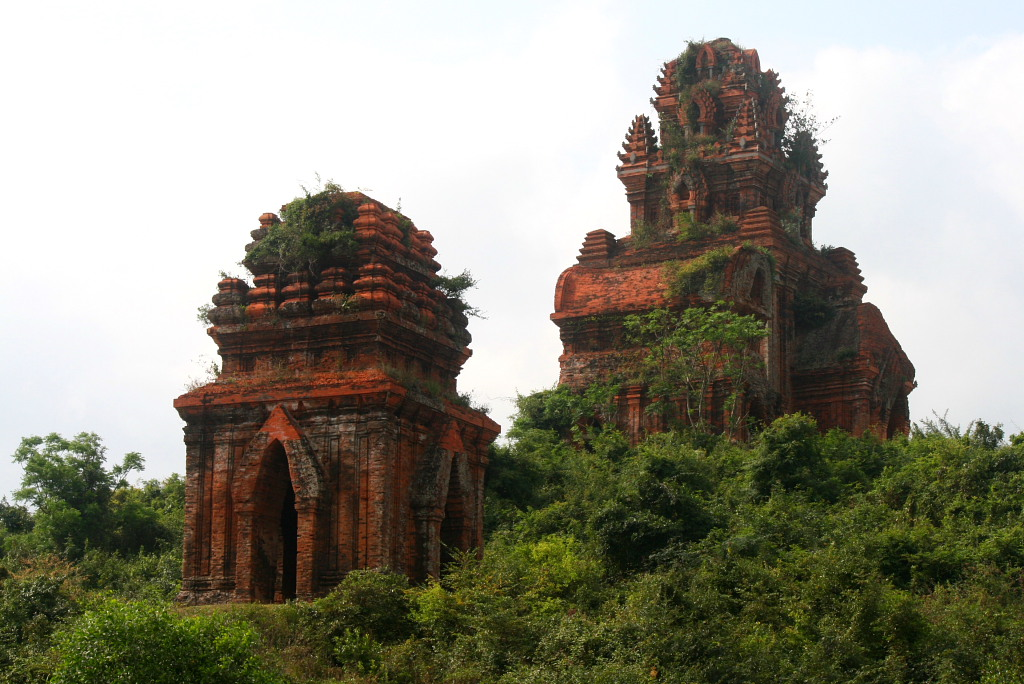
Banh It Cham-Türme in Bình Định

Die Region wurde von Angehörigen der Sa-Huynh-Kultur zwischen 1000 v. Chr. und 200 n. Chr. bewohnt. Überreste dieser Zivilisation wurden in Sa Huỳnh in der Provinz Quảng Ngãi aufgefunden. Aus dieser Region entwickelte sich 192 n. Chr. das Reich Lâm Ấp (chinesisch: 林邑, Lin Yi). Sein politisches Zentrum war nördlich der Nam Trung Bộ in der Nähe von Huế. Lâm Ấp wurde kulturell von Indien beeinflusst. Nach chinesischen Quellen haben Menschen aus dieser Region oftmals Jiaozhi (vietnamesisch: Giao Chỉ) überfallen. Jiaozhi war ein Name für unterschiedliche Provinzen, Kommenden, Präfekturen und Bezirke des nördlichen Vietnam (Miền Bắc), welches ein entscheidender Faktor dafür war, dass vom 3. bis zum 5. Jahrhundert mehrere Kriege zwischen den Bewohnern von Jiaozhi mit chinesischen Kolonisatoren und jenen von Lâm Ấp stattgefunden haben.
Das historische Territorium der Champa entspricht in etwa dem der südlichen Küstenregion, obwohl es sich sogar bis zur Đông Nam Bộ erstrecken kann und Einfluss auf das Zentrale Hochland (Tây Nguyên) ausübt. Mit Ausnahme der ersten Hauptstadt befinden sich alle politischen Zentren der Champa in der Nam Trung Bộ. Einige der früheren Hauptstädte sowie das religiöse Zentrum Mỹ Sơn und die Hafenstadt Hội An befinden sich im heutigen Gebiet Quảng Nam. Wahrscheinlich wurden durch Niederlagen in den Kriegen gegen die Đại Việt das politische Zentrum weiter in den Süden nach Vijaya verlagert, der heutigen Bình Định-Provinz. Nach dem Fall von Vijaya in Vietnam im Jahre 1471 mussten die Champa zum Rückzug in das Fürstentum Panduranga (heute Phan Rang-Tháp Chàm in Ninh Thuận), während ein großer Teil der besetzten Champa als eine Art Protektorat in Vietnam für einige Zeit fortbestand. Beziehungen zu Bewohnern des Tây Nguyên und Händler aus dem Ausland waren von entscheidender Bedeutung. Der Handel der Champa war auf die Beschaffung von Luxusgütern wie Adlerholz aus dem zentralen Hochland fixiert und der Handel reichte sogar bis nach Attapeu im südlichen Laos, wo der An- und Verkauf anschließend am Hafen von Hội An und Thị Nại stattfand.

## Geografie

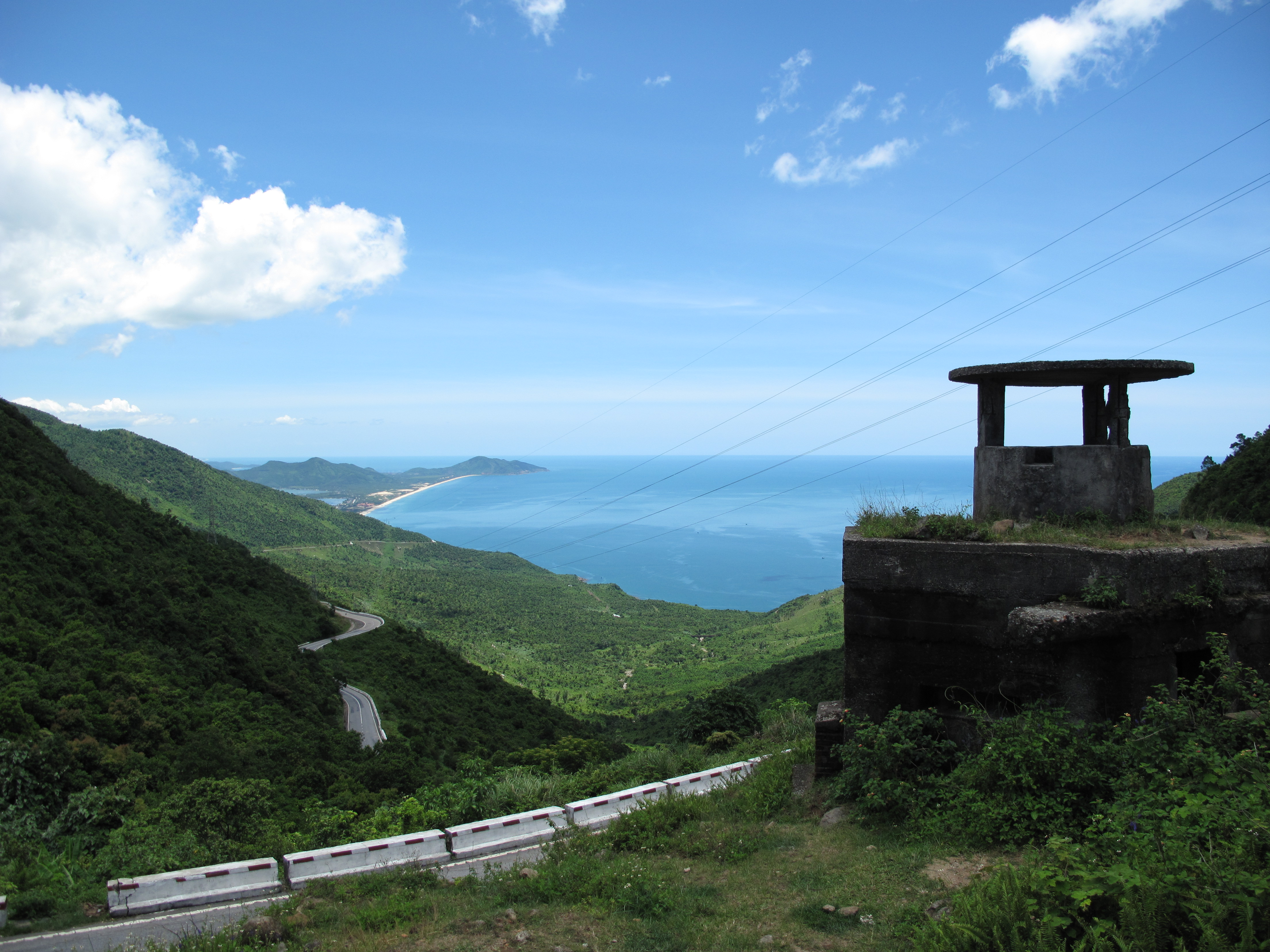
Hai-Van-Pass

### Topografie
Im Gegensatz zu anderen küstennahen Regionen in Vietnam ist das Gelände der Nam Trung Bộ hauptsächlich uneben. Es besitzt verschiedene Topografien mit Gebirgskämmen und Bergen, die sich nicht nur entlang der gesamten Grenzregion mit dem Tây Nguyên erstrecken, sondern auch an der Küste, die einige Pässe, Buchten, Halbinseln und Landschaften mit Stränden und Bergkulissen formen. Viele Berge Vietnams befinden sich am oder in der Nähe der Grenze zu dem Tây Nguyên. Der höchste Berg der Nam Trung Bộ ist der Ngọc Linh mit 2598 m Höhe. Es gibt einige Gipfeln in der Nähe der Küste von Đà Nẵng (bis zu 696 m auf der Halbinsel Sơn Trà), in der Provinz Bình Định (bis zu 874 m), in der Provinz Phú Yên (bis zu 814 m), in der Provinz Khánh Hòa (bis zu 978 m) und in der Provinz Ninh Thuận (bis zu 1040 m). Einige Gebirgspässe fungieren als geografische Grenzen zwischen den Provinzen der Region mit einer oder zwei Provinzen zwischen zwei Hauptgebirgspässen.
Die Region umfasst auch einige Inseln. Einige der größeren Inseln sind beispielsweise Lý Sơn, die Chàm-Inseln und Phú Quý. Die Paracel-Inseln und die Spratly-Inseln werden offiziell von Đà Nẵng und der Provinz Khánh Hòa verwaltet. Jedoch ist die Souveränität der Inseln umstritten, obwohl Vietnam die Kontrolle über einige Spratly-Inseln übernimmt.

### Hydrografie
Es gibt einige Flüsse, die entlang der Nam Trung Bộ fließen; die wichtigsten sind der Thu Bồn-Fluss in Quảng Nam und der Đà Rằng-Fluss in Phú Yên (die meisten der Flusssysteme befinden sich im Tây Nguyên). Andere größere Flüsse sind beispielsweise der Trà Khúc in Quảng Ngãi, der Côn in Bình Định, der Kỳ Lộ in Phú Yên, der Cái Nha Trang in Khánh Hòa und der Dinh in Ninh Thuận.

### Klima
Meistens herrschen Sommertemperaturen mit durchschnittlich über 28 °C an der Küste mit geringfügig niedrigeren Temperaturen im Landesinneren. Die Winter sind wesentlich kühler mit Durchschnittstemperaturen, die von 20 bis 25 °C reichen können. Die Region beinhaltet einige der aridesten (z. B. in Ninh Thuận und Bình Thuận) und feuchtesten (z. B. in Đà Nẵng, Teile von Quảng Nam und Quảng Ngãi) Klimata in Vietnam. Während die Niederschläge pro Jahr den Wert von 2800 mm überschreiten, beträgt der Wert in vielen Teilen der drei Provinzen in der nördlicheren Region weniger als 800 mm.

## Ökonomie

### Landwirtschaft, Forstwirtschaft, Fischerei
|                  | in Milliarden VND (2007) | Nationaleinkommen in % |
| ---------------- | ------------------------ | ---------------------- |
| Primärsektor BIP | 22.557                   | 9,7                    |
| Landwirtschaft   | 23.949,1                 | 10,1                   |
| Forstwirtschaft  | 1325,1                   | 12,35                  |
| Fischerei        | 12.410,8                 | 14,21                  |

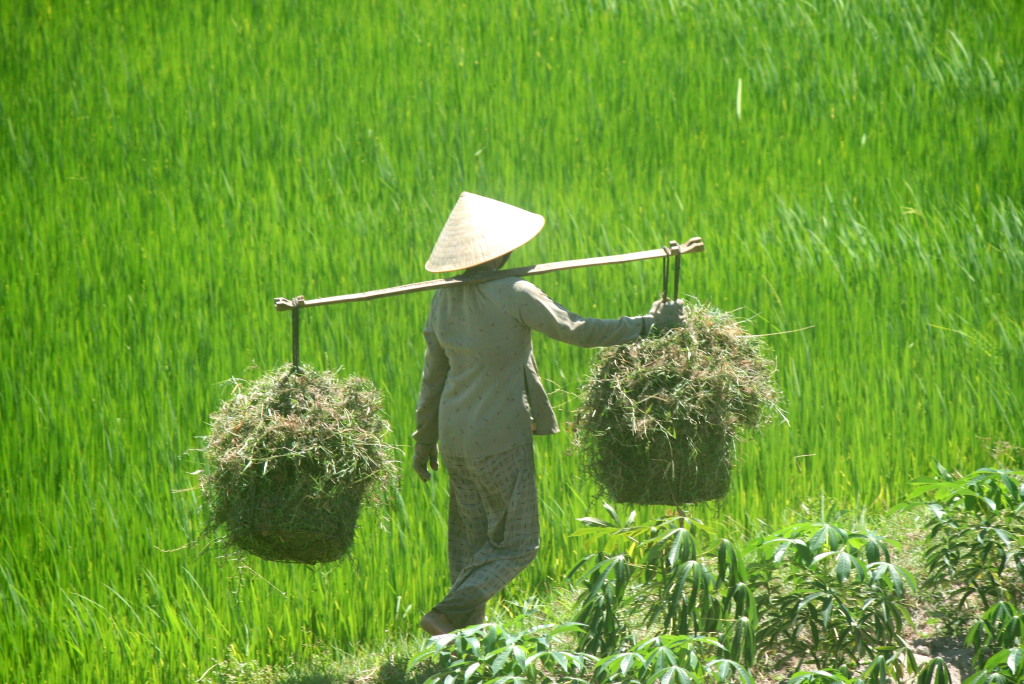
Landwirt in Bình Định

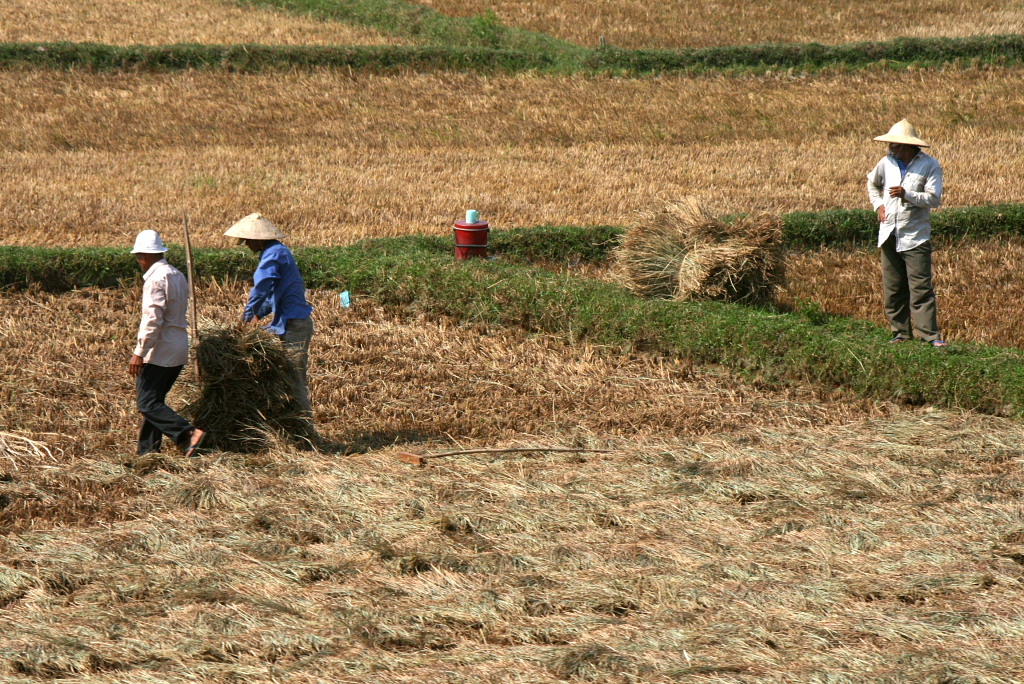
Landwirte in Quảng Ngãi

Die Leistungsfähigkeit des Primärsektors im Nam Trung Bộ kann im nationalen Kontext als durchschnittlich betrachtet werden. Mit seinen Beitrag zum Bruttoinlandsprodukt ist es vergleichbar mit dem Bevölkerungsanteil (9,7 und 9,5 %). Die Produktion von Reis ist unterdurchschnittlich, aber die Produktion von anderen Erntegütern (siehe untere Tabelle) sowie die Forstwirtschaft und die Fischerei sind überdurchschnittlich.
Die Provinz mit dem größten Primärsektor ist Bình Định (insgesamt 22,9 % des Primärsektors der Nam Trung Bộ) infolge seiner relativ großen Produktion in der Landwirtschaft, Forstwirtschaft und in der Fischerei. Bình Định als Hauptproduzent wird gefolgt von Quảng Nam mit 15 %, Bình Thuận mit 14,6 %, Quảng Ngãi und Khánh Hòa mit jeweils 13 %. Die Produktion in der Forstwirtschaft ist konzentriert in Quảng Nam und Bình Định mit jeweils 25 %; Quảng Ngãi und Bình Thuận tragen mit einem Prozentsatz von 15 % dazu bei, während Đà Nẵng und insbesondere Ninh Thuận einen relativ kleinen Forstwirtschaftssektor besitzen. Die Produktion in der Fischerei wird vor allem in Khánh Hòa (22,3 %) und Bình Định (19,6 %) betrieben, gefolgt von Phú Yên und Quảng Ngãi mit jeweils 12 %, sowie Quảng Nam und Bình Thuận mit jeweils 9 bis 10 %.
2,52 Millionen Tonnen an Reis wurden in der Nam Trung Bộ im Jahr 2007 geerntet, das 7 % der gesamten Reisernte in Vietnam beträgt. Die Hauptproduzenten sind Bình Định (580 kt in 2007), Bình Thuận (434 kt), Quảng Nam (395 kt), Quảng Ngãi (381 kt) und Phú Yên (321 kt). Die Maisernte der Nam Trung Bộ machen insgesamt 7,5 % der Gesamtproduktion aus.
|             | Produktion (2007) | Nationaleinkommen in % | Hauptproduzenten                                                                                                   |
| ----------- | ----------------- | ---------------------- | --- |
| Baumwolle   | 3000 Tonnen       | 18,63                  | Bình Thuận (2 kt, 12,4 %), Phú Yên (800 t, 5 %), Ninh Thuận (200 t, 1,2 %)                                         |
| Tabak       | 5000 Tonnen       | 15,67                  | Ninh Thuận (3,3 kt, 10,3 %), Quảng Nam (900 t, 2,8 %), Phú Yên (700 t, 2,2 %)                                      |
| Zuckerrohr  | 2.643.600 Tonnen  | 15,21                  | Phú Yên (1 Mt, 6 %), Khánh Hòa (738 kt, 4,25 %), Quảng Ngãi (390 kt, 2,25 %)                                       |
| Kokosnüsse  | 126.696 Tonnen    | 12,1                   | Bình Định (95 kt, 9 %), Quảng Ngãi (13,7 kt, 1,3 %)                                                                |
| Cashewnüsse | 33.391 Tonnen     | 11,06                  | Bình Thuận (17,5 kt, 5,8 %), Khánh Hòa (5,2 kt, 1,74 %), Bình Định (4,2 kt, 1,4 %)                                 |
| Erdnüsse    | 51.900 Tonnen     | 10,28                  | Quảng Nam (16,9 kt, 3,35 %), Bình Định (13,7 kt, 2,71 %), Quảng Ngãi (11,1 kt, 2,2 %), Bình Thuận (6,8 kt, 1,35 %) |
| Pfeffer     | 3445 Tonnen       | 3,82                   | Bình Thuận (2,3 kt, 2,6 %)                                                                                         |
| Kautschuk   | 12.996 Tonnen     | 2,16                   | Bình Thuận (12,3 kt, 2 %)                                                                                          |

Tee und Kaffee wurden ebenfalls in dieser Region angepflanzt, aber ihre Produktion spielt keine besondere Rolle im nationalen Kontext.

### Industrie
Die Nam Trung Bộ ist die am meisten industrialisierte Region Zentralvietnams, die hauptsächlich durch industrielle Zentren in Đà Nẵng und Khánh Hòa beeinflusst worden ist. Die Industrialisierung in dieser Region ist immer noch im Rückstand im Vergleich zum nationalen Durchschnitt und sie ist weit hinter den zwei wichtigen industriellen Knotenpunkten um Ho-Chi-Minh-Stadt und Hanoi. Der BIP der Region betrug 35.885,4 Milliarden VND im Jahr 2007, was 37,35 % der BIP der Nam Trung Bộ und 7,54 % der BIP Vietnams betrug. Mehr als 40 % davon wurde in Khánh Hòa (21,8 %) und Đà Nẵng (20 %) produziert und die anderen 13 bis 14 % sind Quảng Nam und Bình Định  zuzurechnen. Bình Thuận konnte seinen Anteil auf bis zu 12 % erhöhen mit Wachstumsraten von durchschnittlich 21,6 % von 2000 bis 2007. Die meisten anderen Provinzen erzielten ein Wachstum zwischen 15 und 20 %, aber mit einem langsamen Wachstum in den etablierten Industriezentren Đà Nẵng (14,8 %) und Khánh Hòa (13 %). Die Regionen mit durchschnittlicher industrieller Wachstumsrate betrug 16,3 % pro Jahr von 2000 bis 2007, die eine treibende Kraft in der Ökonomie Vietnams sind.

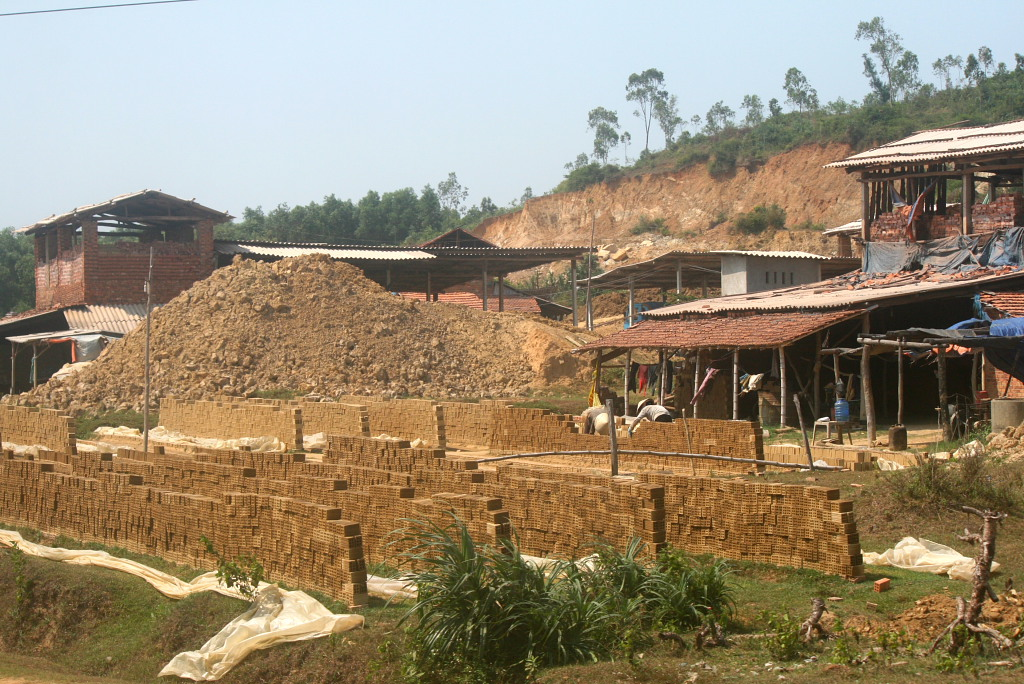
Ländliches Ziegelwerk in Quảng Ngãi

Đà Nẵng hat einen relativ abwechslungsreichen Industriesektor, der sich vor allem auf Textilien, Gewebe, Dünger, Zement, Seife, Papier, Arzneimittel etc. spezialisiert. Der Industriesektor von Khánh Hòa ist immer noch angewiesen auf Grundstoffindustrien, wie zum Beispiel Lebensmittel, Verarbeitung von Meeresfrüchten und Getränken. Die Provinz profitierte vor allem von Investitionen im Zusammenhang mit dem ehemaligen russischen Marinestützpunkt in Cam Ranh, in deren Folge 30 Fabriken errichtet wurden. Quy Nhơn ist das drittgrößte Industriezentrum der Region. Die Kapitalisierung war nur möglich, da Quy Nhơn den Zugang zum Tây Nguyên genoss, um auf Rohstoffvorkommen basierende Wirtschaftszweige (Holzverarbeitung und Steinverarbeitung) und einen großen Möbelproduktionscluster zu entwickeln. Andere Industriezweige sind stärker aufgesplittet, wie etwa Baumaterial und die Verarbeitung von Grundnahrungsmitteln.
Neue Industriezentren sind derzeit in folgenden Wirtschaftszonen entwickelt worden: Die Chu-Lai-Wirtschaftszone im südlichen Quảng Nam, nahe der Dung-Quất-Wirtschaftszone (mit der Dung Quất-Raffinerie) im nördlichen Quảng Ngãi, sowie die Nhơn-Hội-Wirtschaftszone in Quy Nhơn und die Vân-Phong-Wirtschaftszone im nördlichen Khánh Hòa. Alle vier Zonen besitzen riesige Bodenflächen, große Infrastrukturen und Industrieprojekte. Im Gegensatz zu den kleineren Industrieparks beschränken sie sich nicht auf Industriesektoren.

## Infrastruktur

### Transport

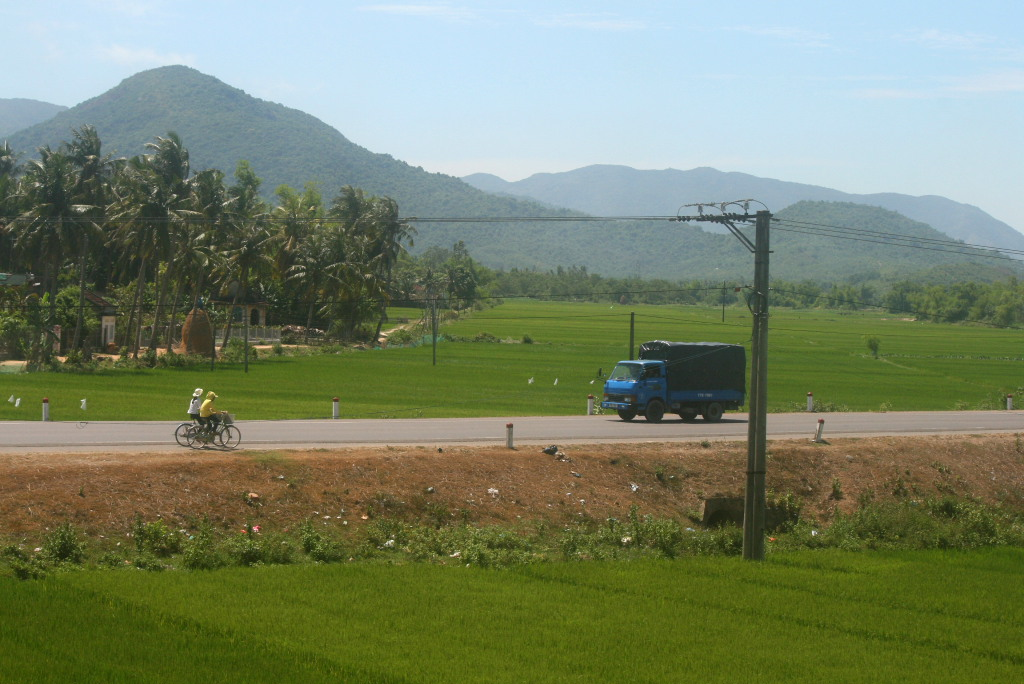
1A in Bình Định

Vietnams primärer Nord-Süd-Transportkorridor verläuft durch die ganze Nam Trung Bộ. Die Bahnstrecke Hanoi–Ho-Chi-Minh-Stadt verläuft entlang dieser Region. Die Züge, die auch als „Wiedervereinigungs-Express“ bezeichnet werden, halten in Đà Nẵng, Diêu Trì und Nha Trang. Haltestellen mit geringerer Bedienungshäufigkeit sind der Bahnhof Tam Kỳ, Bahnhof Quảng Ngãi, Bahnhof Quy Nhơn, Bahnhof Tuy Hòa, Bahnhof Tháp Chàm, Bahnhof Mương Mán und ebenso wie einige lokale Bahnhöfe. Die zweispurige Nationalstraße 1A verbindet alle größeren Städte der Region mit dem Rest des Landes (Quy Nhơn und Nha Trang durch Ausbau der Nationalstraßen 1D und 1C). Das Verkehrsministerium plant eine Konstruktion einer 139,5 km langen vierspurigen Autobahn von Đà Nẵng bis Quảng Ngãi in Kooperation mit ausländischen Spendern.
Die Region ist mit der Tây Nguyên durch einige Nationalstraßen bei Phan Rang-Tháp Chàm (Nationalstraße 27 nach Đà Lạt), Ninh Hòa, Khánh Hòa (Nationalstraße 26 nach Buôn Ma Thuột), Tuy Hòa (Nationalstraße 25 nach Pleiku über Ayun Pa), Quy Nhơn (Nationalstraße 19 nach Pleiku) und dem westlichen Teil Quảng Nams (Nationalstraße 14 von Ho-Chi-Minh-Stadt nach Kon Tum) verbunden.
Der größte Flughafen in dieser Region ist der Flughafen Da Nang, dessen Flüge nach diversen Städten in Vietnam, Singapur, Siem Reap, Guangzhou, Shanghai und saisonale Flüge nach anderen Städten im festländischen China und Taiwan gehen. Der zweite internationale Flughafen bei Cam Ranh führt nur saisonale, internationale Flüge aus. Der Flughafen Phu Cat und der Flughafen Dong Tac führen als einzige Flughäfen Inlandsflüge durch. Der Flughafen Chu Lai im südlichen Quảng Nam besitzt einen internationalen Flughafen, der aber nur Inlandsflüge ausführt.
Der Hafen Đà Nẵng und der Hafen Quy Nhơn sind die bedeutendsten Häfen der Region. Ein weiterer wichtiger Hafen, Van Phong Port in Khánh Hòa, ist momentan im Bau.

### Energie
Die Nam Trung Bộ besitzt begrenztes Potenzial für Wasserkraftwerke und spielt daher für das Elektrizitätsversorgungsunternehmen Vietnam Electricity (EVN) keine entscheidende Rolle. Daher bemüht sich Vietnam von Wasserkraft auf elektrische Quellen zu diversifizieren. Das erste Kernkraftwerk Vietnams befindet sich in Ninh Thuận momentan im Bau. Ein Projekt für ein zweites Kernkraftwerk wird bereits von japanischen Partnern geplant und soll ebenfalls in Ninh Thuận errichtet werden.

## Demografie
Die Nam Trung Bộ hatte ungefähr 8,93 Millionen Einwohner. Die drei nördlichen Provinzen Quảng Nam, Quảng Ngãi und Bình Định haben besitzen die größte Bevölkerung dieser Region und zusammen machen sie fast die Hälfte der Bevölkerung dieser Region aus (ca. 47,7 %)
2,82 Mio. Einwohner (31,6 %) der Bevölkerung leben in Städten und Gemeinden. Mehr als die Hälfte der städtischen Bevölkerung sind in den Städten Đà Nẵng und in den Provinzen Khánh Hòa und Bình Thuận angesiedelt, während mehr als die Hälfte der ländlichen Bevölkerung in den Provinzen Quảng Nam, Bình Định und Quảng Ngãi ansässig sind.
Das durchschnittliche Bevölkerungswachstum betrug in den Jahren 2000 bis 2007 jährlich 1,22 %, wobei in der Stadt Đà Nẵng das schnellste Bevölkerungswachstum mit einem Wert von 1,95 % zu verzeichnen ist. Mit einem Bevölkerungswachstum von 1 % sind die drei nördlichen Provinzen Quảng Nam, Quảng Ngãi und Bình Định am langsamsten. Die anderen Provinzen dieser Region haben durchschnittliche Wachstumsraten zwischen 1,26 % (Khánh Hòa) und 1,59 % (Ninh Thuận).
Die Bevölkerung dieser Region wird mehrheitlich von den Vietnamesen (Kinh) dominiert. Zum anderen gibt es auch ethnische Minderheiten, wie zum Beispiel die Cham, die Nachfahren der Champa. Sie leben meist in den Tiefländern um Phan Rang–Tháp Chàm und der nördlichen Provinz Bình Thuận, aber auch in kleineren Gemeinden im südlichen Bình Định. Andere Minderheiten leben vor allem im westlichen bergigen Teil der Region.